# Стабільність засобу вимірювань
Стабі́льність за́собу вимі́рювань — здатність засобу вимірювальної техніки зберігати свої метрологічні характеристики в заданих границях протягом заданого інтервалу часу. Ця характеристика є важливою для планування періодичності повірок вимірювального засобу. Чим вищою є стабільність вимрювального приладу, тим рідшою у процесі вимірювань є необхідність встановлення нуля та калібрування, що сприяє зростанню продуктивності вимірювань та зменшенню похибки вимірювань.
Стабільність засобів вимірювань визначається як найбільша різниця між повторними показами (найбільший розкид показів) засобу вимірювальної техніки (вимірювального приладу, вимірювального перетворювача тощо) при багаторазовому вимірюванні однієї і тієї ж величини при незмінних зовнішніх умовах. Цей показник є конструктивною характеристикою і відбиває якість виготовлення засобу вимірювань.
В процесі експлуатації вимірювальних приладів відбуваються зношування, природні деформації деталей, зміна пружності пружин та інші природні процеси, що впливають на покази приладів. Тому при чергових повірках визначаються необхідні поправки тарувальних таблиць і графіків, що враховуються при виконанні вимірювань.